# L'Hebdo
L'Hebdo era un settimanale svizzero in lingua francese fondato nel 1981 e pubblicato fino al 2017; veniva pubblicato a Losanna. Riportava una media di 44 870 copie vendute al prezzo di copertina di 5,00 franchi svizzeri e una media di 217 000 lettori. Il caporedattore era Alain Jeannet e l'editore era Ringier. Veniva stampato ogni giovedì.
Dal 2015 condivise fino alla chiusura nel 2017 la redazione con Le Temps.